# Corrente de Loop

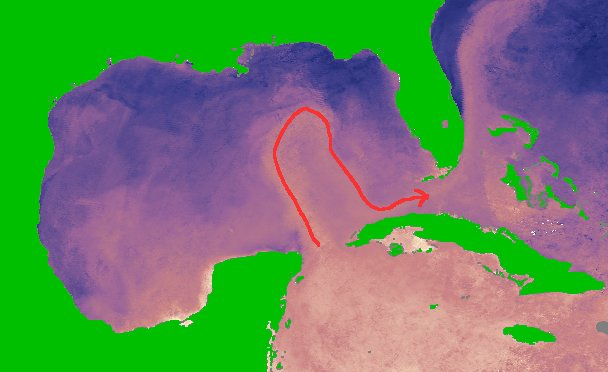
Um mapa da corrente de loop

Parente da Corrente da Flórida, a Corrente de Loop é uma corrente oceânica quente que flui para o norte entre Cuba e a Península de Iucatã, se move para o norte no Golfo do México, faz uma curva para o leste e o sul antes de sair para o leste pelo Estreito da Flórida e se junta à Corrente do Golfo. A corrente de loop é uma extensão da corrente de limite oeste do giro subtropical do Atlântico Norte. Servindo como o recurso de circulação dominante no Golfo Oriental do México, a Corrente Loop transporta entre 23 e 27 sverdrups e atinge velocidades máximas de fluxo de 1,5 a 1,8 metros/segundo.
Uma característica relacionada é uma área de água quente com um "redemoinho" ou "anel de corrente de loop" que se separa da corrente de loop, um tanto aleatoriamente a cada 3 a 17 meses. Girando a 1,8 a 2 metros/segundo, esses anéis derivam para o oeste a velocidades de 2 a 5 quilómetros/dia e têm uma vida útil de até um ano antes de esbarrarem na costa do Texas ou do México. Esses redemoinhos são compostos de águas quentes do Caribe e possuem propriedades físicas que isolam as massas das Águas Comuns do Golfo ao redor. Os anéis podem medir 200 a 400 quilómetros de diâmetro e se estender até uma profundidade de 1000 metros.

## Efeito em ciclones tropicais
Por volta de 1970, acreditava-se que a Corrente de Loop exibia um ciclo anual no qual o recurso de Loop se estendia mais para o norte durante o verão. Um estudo mais aprofundado nas últimas décadas, no entanto, mostrou que a extensão para o norte (e o derramamento de redemoinhos) não tem um ciclo anual significativo, mas vacila nas direções norte-sul e leste-oeste em uma base interna anual.
A corrente de loop e seus redemoinhos podem ser detetados medindo o nível da superfície do mar. O nível da superfície do mar de ambos os redemoinhos e o Loop em 21 de setembro de 2005 foi de até 60 cm (24 pol) mais alto do que a água circundante, indicando uma área profunda de água quente abaixo deles. Naquele dia, o furacão Rita passou pela corrente do Loop e se intensificou em uma tempestade de categoria 5 com a ajuda da água quente.
No Golfo do México, as áreas mais profundas de água quente estão associadas à Corrente de Loop. Os anéis de corrente que se separaram da Corrente de Loop são comumente chamados de redemoinhos de Corrente de Loop. As águas quentes da Corrente de Loop e seus redemoinhos associados fornecem mais energia aos furacões e permitem que eles se intensifiquem.
Conforme os furacões passam sobre áreas quentes do Golfo do México, eles convertem o calor do oceano em energia de tempestade. À medida que essa energia é removida dos mares, uma esteira de água mais fria pode ser detetada ao longo do caminho do furacão. Isso ocorre porque o calor é retirado da camada mista do oceano de várias maneiras. Por exemplo, o calor sensível e latente são perdidos diretamente para o ciclone tropical através da interface ar-mar. Além disso, a divergência horizontal das correntes de camada mista impulsionadas pelo vento resulta na ressurgência da água termoclina mais fria. Finalmente, o arrastamento turbulento de águas termoclinas mais frias, causado pela agitação do vento, também resulta no resfriamento das águas superficiais. Essas são as razões pelas quais a profundidade da camada mista do oceano é mais importante no aprofundamento dos furacões do que a temperatura da superfície do mar. Uma camada fina de águas superficiais quentes será mais suscetível ao arrefecimento induzido por furacões do que águas com uma camada mista maior e termoclina mais profunda. Além disso, os modelos sugerem que os ciclones são mais propensos a atingir uma fração maior de sua intensidade potencial máxima sobre as características oceânicas quentes, onde a isoterma de 26° C se estende além de 100 metros.
Um exemplo de como as águas quentes profundas, incluindo a Corrente de Loop, podem permitir que um furacão se fortaleça, se outras condições também forem favoráveis, é o Furacão Camille, que atingiu a costa do Golfo do Mississípi em agosto de 1969. Camille formou-se nas águas quentes e profundas do Caribe, o que permitiu que rapidamente se intensificasse em um furacão de categoria 3 em um dia. Ele contornou a ponta ocidental de Cuba e seu caminho o levou diretamente sobre a Corrente de Loop, todo o caminho para o norte em direção à costa, durante o qual a rápida intensificação continuou. Camille se tornou um furacão de categoria 5, com uma intensidade raramente vista, e ventos extremamente fortes que foram mantidos até o desembarque (os ventos sustentados de 310 km/h (190 mph) foram estimados como tendo ocorrido em uma área muito pequena à direita do olho.
Em 1980, o Furacão Allen tornou-se uma furacão de categoria 5 enquanto se movia sobre a Corrente de Loop, mas enfraqueceu antes de seu desembarque no Texas.
Em 2005, o Furacão Katrina e o Furacão Rita aumentaram muito de força quando passaram pelas águas mais quentes da Corrente de Loop. Esperava-se que o Furacão Wilma de 2005 atingisse a Flórida como um furacão de categoria 2, mas depois de encontrar a porção sudeste da Corrente de Loop, em vez disso atingiu a costa da Flórida como uma categoria 3.
Embora não seja tão infame quanto Katrina, o Furacão Opal ilustra definitivamente as habilidades de aprofundamento de um anel central quente. Depois de cruzar a península de Iucatã, Opala reentrou no Golfo do México e passou por um redemoinho largado pela Corrente de Loop. Em um período de quatorze horas, a pressão da superfície do mar caiu de 965 para 916 hectopascal, os ventos de superfície aumentaram de 35 para 60 metros/segundo e a tempestade condensou de um raio de 40 quilómetros para 25 quilómetros. Antes da tempestade, uma isoterma de 20° C foi localizada a uma profundidade entre 175 e 200 metros, mas foi encontrada 50 metros mais rasa depois que a tempestade passou. Enquanto a maior parte do resfriamento induzido pelo furacão da camada mista foi atribuída à ressurgência (devido à divergência de Ekman), outros 2.000 a 3.000 watts/metro quadrado foram estimados como perdidos através do fluxo de calor na interface ar-água do núcleo da tempestade. Além disso, as leituras de temperatura da superfície do mar derivadas de boias registaram queda de 2° para 3° C quando Opala passou sobre as Águas Comuns do Golfo, mas apenas 0,5° a 1° C quando a tempestade encontrou a camada mista de oceano mais maciça associada ao redemoinho de núcleo quente.
Em 2008, o Furacão Gustav transitou pela Corrente de Loop, mas devido à temperatura da corrente (então apenas na alta de 27 °C (80 °F)) e tamanho truncado (estendendo-se apenas a meio caminho de Cuba a Luisiana, com água mais fria entre a sua ponta e o Costa da Luisiana) a tempestade permaneceu um furacão de categoria 3 em vez de aumentar sua força conforme passava pela corrente.
O Furacão Ivan percorreu a Loop Current duas vezes em 2004.

### Processo
O fortalecimento e o enfraquecimento dos furacões são o produto de extensas interações termodinâmicas entre a atmosfera e o oceano. De modo geral, a evolução da intensidade de um furacão é determinada por três fatores. Primeiro, a intensidade inicial de um ciclone tropical é um fator predominante e sua força se refletirá ao longo da vida da tempestade. Em segundo lugar, o estado termodinâmico da atmosfera através do qual o ciclone se move afetará sua capacidade de se fortalecer, pois os fortes ventos horizontais dispersarão a circulação interna e impedirão o empilhamento vertical de energia dentro da tempestade. O terceiro componente que afeta a intensidade do furacão é a troca de calor entre a camada superior das águas oceânicas e o núcleo da tempestade. Por esse motivo, o foco principal da pesquisa de furacões tem sido a temperatura da superfície do mar antes de uma tempestade. No entanto, estudos recentes revelaram que a temperatura da superfície é menos importante no aprofundamento do furacão do que a profundidade da camada mista do oceano. Na verdade, a pressão ao nível do mar de um furacão mostrou estar mais intimamente relacionada com os 26° C de profundidade isotérmica (e conteúdo de calor oceânico) do que a temperatura da superfície do mar. Tempestades que passam pela corrente de loop ou redemoinhos de núcleo quente têm acesso a água mais morna e, portanto, ao conteúdo de energia mais alto das moléculas aquecidas.
Depois que o Furacão Rita deixou a corrente de loop e passou pela água mais fria, sua força diminuiu, mas o principal fator nesse enfraquecimento foi um Ciclos de reposição da parede do olho (CRPO) ocorrendo naquela época. O CRPO e outros fatores atmosféricos são o motivo pelo qual Rita não se reintensificou ao passar subsequentemente pelo vórtice de redemoinho.
Também digno de nota: depressões tropicais, tempestades tropicais e furacões ganham força com a temperatura da água, mas não são controlados por ela. Eles são guiados pela atmosfera, e o nível atmosférico envolvido no controle de um furacão é diferente em intensidades diferentes (ou seja, está relacionado à pressão mínima do furacão).

#### Nível do mar e temperatura do mar
O nível do mar é relativamente fácil de medir com precisão usando radares de satélites. A temperatura do mar abaixo da superfície não é tão fácil de medir amplamente, mas pode ser inferida a partir do nível do mar, uma vez que a água mais quente se expande e, portanto (todos os outros fatores, como a profundidade da água, sendo iguais) uma coluna vertical de água aumentará ligeiramente mais alto quando aquecido. Assim, o nível do mar é frequentemente usado como um indicador das temperaturas do mar profundo.
O Centro Nacional de Bóias de Dados da NOAA mantém um grande número de boias de dados no Golfo do México, algumas das quais medem a temperatura do mar um metro abaixo da superfície.

## Biologia
A Corrente de Loop e Redemoinhos de Corrente Loop afetam as comunidades biológicas dentro do Golfo do México. Em geral, entretanto, não é a Corrente de Loop de núcleo quente e os próprios redemoinhos que afetam essas comunidades. Em vez disso, são os menores recursos de núcleo frio, conhecidos como redemoinhos frontais, que se formam em torno dos limites da corrente de loop e redemoinhos da corrente de loop, que afetam as comunidades biológicas no Golfo.
Os redemoinhos frontais da corrente de loop são redemoinhos rotativos no sentido anti-horário (ciclónicos) que se formam no ou próximo ao limite da corrente de loop. Esses redemoinhos variam de cerca de 80 km a 120 km de diâmetro. Esses recursos frios são menores do que os redemoinhos de núcleo quente derramados da Corrente de Loop.
Vários estudos mostraram diferenças nas comunidades biológicas dentro e fora das várias características do Golfo do México. Estoques mais elevados de zooplâncton e micronekton foram encontrados em feições de núcleo frio do que em ambos os redemoinhos de corrente de loop e de loop. No entanto, nenhuma diferença na abundância de eufausídeos, crustáceos marinhos do tipo camarão planctônico, foi encontrada entre as áreas de ressurgência e redemoinhos de núcleo quente, mas em 2004 a abundância de hiperídeos foi encontrada para ser menor dentro de redemoinhos de corrente de loop em oposição a lado de fora. Ao mesmo tempo, verificou-se que os níveis de nutrientes (nitrato) eram baixos acima de 100 metros em redemoinhos de núcleo quente, enquanto os níveis de nitrato eram altos em feições frias. Descobriu-se que o estoque baixo de clorofila, produção primária e biomassa de zooplâncton é baixo nas LCEs.
Baixas concentrações de clorofila e produção primária são provavelmente resultado de baixos níveis de nutrientes, pois muitas espécies planctônicas requerem nitrato e outros nutrientes para sobreviver. Por sua vez, a baixa produção primária pode ser uma causa de abundâncias de espécies heterotróficas (comedoras de organismos, em oposição à fotossintética) sendo baixas dentro dos redemoinhos de corrente de loop e de corrente de loop. Alternativamente, a temperatura pode desempenhar um papel para baixas abundâncias de ambas as comunidades: Atum-Rabilho do Atlântico desenvolveu padrões comportamentais no Golfo do México de evitar as altas temperaturas associadas com características de núcleo quente, como a corrente de loop e redemoinhos de corrente de loop. É possível, também, que as espécies planctônicas evitem da mesma forma as temperaturas mais altas nessas feições.